# Горчичное масло

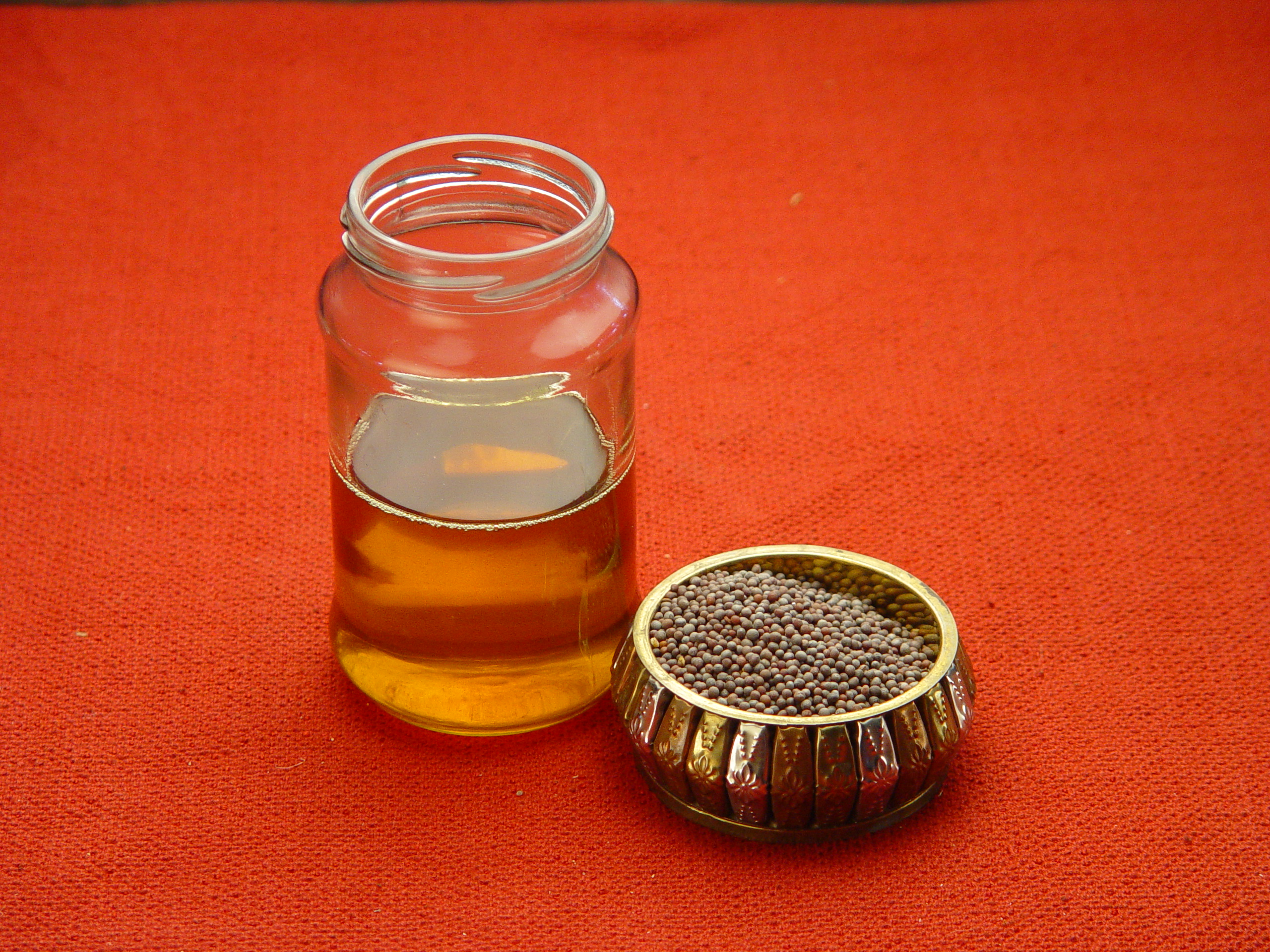
Масло и семена горчицы

Горчичное масло — растительное масло, изготовляемое из семян горчицы. Для получения горчичного масла используется прессование либо экстракция семян.
Горчичное масло, наряду с другими маслами из семян семейства крестоцветных (например, канолы), является дешёвым и общедоступным растительным источником незаменимых омега-3 и омега-6 жирных кислот.
Горчичным маслом именуется также продукт, получаемый смешиванием горчичного порошка с растительным маслом.

## Горчичные масла
Горчичными маслами называются изотиоцианаты — эфиры изотиоциановой кислоты, в частности, аллилизотиоцианат CH2=CHCH2NCS (аллиловое горчичное масло) является основной частью эфирного масла семян чёрной горчицы, придающее ему остроту и характерный горчичный запах. Эфирное масло семян сарептской горчицы содержит аллиловое горчичное масло (40 %), кротониловое горчичное масло и следы сероуглерода.
Горчичные масла образуются при расщеплении горчичных глюкозидов, вырабатываемых крестоцветными — синигрина в семенах сарептской и чёрной горчицы, и синальбина семенах белой горчицы.
Они раздражают кожу и слизистые оболочки, оказывают действие на органы дыхания и пищеварительного тракта и могут быть причиной отравления у лошадей и крупного рогатого скота. Семена горчицы содержат 32-49 % жирных масел и 0,8-1,6 % эфирных масел (для сарептской горчицы), семена безэруковой сарептской горчицы содержат 42-49 % жирных масел и 0,6-0,7 % эфирных масел.

## Состав
Состав горчичного масла может меняться в зависимости от сорта горчицы. Например, масло из низкоэруковых сортов горчицы имеет следующий жирнокислотный состав: олеиновая кислота 45 %, линолевая 32 %, линоленовая 14 %, остальные жиры 4,8 %.
Горчичное масло обычно содержит 8—12 % линоленовой кислоты (незаменимая омега-3 жирная кислота), 14—19 % линолевой кислоты (незаменимая омега-6 жирная кислота), 7—14 % эйкозановой кислоты (насыщенная жирная кислота), 11—53 % эруковой кислоты и 22—30 % олеиновой кислоты.
Горчичное масло является неплохим источником незаменимых жирных кислот, таких как омега-3 и омега-6, наряду с рыжиковым маслом, маслом канолы, льняным маслом и рыбьим жиром.
По данным министерства сельского хозяйства США, горчичное масло имеет около 60 % мононенасыщенных жирных кислот, из которых до 42 % занимает эруковая кислота и 12 % — олеиновая кислота, оно содержит 21 % полиненасыщенных жирных кислот, из которых 6 % является омега-3 линоленовой кислотой, а 15 % — омега-6 линолевой кислотой. Также оно содержит до 12 % насыщенных жиров
После того, как в 70-х годах было показано, что высокое содержание эруковой кислоты ухудшает пищевое достоинство масла, а эксперименты на животных показали, что потребление эруковой кислоты может быть связано с заболеваниями сердечно-сосудистой системы, были выведены низкоэруковые и безэруковые сорта горчицы.
В настоящее время пищевое горчичное масло контролируется на содержание эруковой кислоты в России, Евросоюзе и некоторых других странах. Так, согласно ГОСТ 8807-94, для горчичного масла, напрямую употребляющегося в пищу, содержание этой кислоты не должно превышать 5 %, а для масла, применяемого для изготовления пищевых продуктов — 32 %, при этом предприятие-изготовитель должно гарантировать долю эруковой кислоты в других жирных кислотах менее 5 %.
Горчичное масло из современных безэруковых сортов сарептской горчицы, выращиваемых в России, содержит до 45 % мононенасыщенных жирных кислот (45 % олеиновой кислоты, 0,0 % эруковой кислоты), 46 % полиненасыщенных жирных кислот (14 % омега-3 линоленовой кислоты, 32 % омега-6 линолевой кислоты), и 4 % насыщенных жирных кислот. Созданы также сорта горчицы с высоким (более 50 %) содержанием олеиновой кислоты в масле.
Современные сорта сарептской горчицы позволяют получать масло без эруковой кислоты либо с низким её содержанием (до 2 %) и с содержанием суммы олеиновой и линолевой кислот до 82 %.
В горчичном масле содержится значительно количество антиоксидантов-токоферолов (витамин E), которые наряду с горчичными эфирными маслами предотвращают прогоркание жиров при длительном хранении и обеспечивают повышенную сохраняемость горчичного масла, которое хранится дольше других растительных масел (8 месяцев для рафинированного масла), и может храниться при большей температуре.
Помимо жирных кислот и эфирных масел, горчичное масло содержит витамины: E, B1, B2, B3(PP), B4, B6, B9, K, P, A, D, а также фитостеролы, хлорофилл, фитонциды, и др.
Как и все растительные масла, горчичное масло может быть естественным растительным источником жирорастворимых витаминов E, K, А и D.
По сравнению с другими растительными маслами, у горчичного масла самый низкий кислотный показатель.
Из жирорастворимых витаминов важное место в составе горчичного масла занимает витамин E (в виде токоферолов), при дневной норме потребления для взрослого в 15 мг, 100 г горчичного масла содержат более 30 мг этого витамина.

Горчичное масло также относительно богато холином по сравнению с другими растительными источниками (предпочтительный источник холина — яйца и мясо), относимым к группе витаминов группы B, и играющего важную роль в работе нервной системы и в процессе синтеза организмом фосфолипидов — веществ, предупреждающих жировую инфильтрацию печени.

## Использование
Используется в кулинарии для жарки и для заправки блюд, в хлебопекарном (горчичный хлеб, горчичные баранки) и консервном производствах.
Используется в медицине для приготовления мазей, в парфюмерной и мыловаренной промышленности.
Также для технических целей — масло горчицы относится к слабовысыхающим маслам, и поэтому может использоваться для смазки моторов и механизмов при пониженных температурах.

### В профилактике и лечении
Горчичное масло является традиционным средством народной медицины. Оно рекомендовалось при болезнях суставов, опухолях, плеврите, неврите, ревматизме, простудных заболеваниях и мочекаменной болезни.
Пищевое горчичное масло до сих пор употребляется как глистогонное средство.
Эфирное горчичное масло обладает очень сильным бактерицидным действием. Эфирное горчичное масло применяется как внешнее средство для растираний и вместо горчичников. 

Эфирное горчичное масло должно применяться с крайней осторожностью, поскольку является одним из наиболее ядовитых эфирных масел и при попадании в организм может вызывать воспаления пищеварительной системы и почек.

## Влияние на здоровье
Эпидемиологические исследования предполагают, что в регионах, где горчичное масло всё ещё используется на традиционный манер, горчичное масло может немного защитить от сердечно-сосудистых заболеваний. В данном случае, «традиционный» значит, что (а) масло используют свежим и (б) растительные жиры насчитывают лишь небольшой процент от полного потребления калорий. Возникает ли этот эффект из-за того, что эруковая кислота делает кровяные тромбоциты менее липкими, или же из-за высокого содержания линоленовой кислоты, или из-за комбинации свойств свежего нерафинированного масла, так и не выяснено.
Тот факт, что использование горчичного масла по сравнению с использованием подсолнечного лучше коррелирует с низким уровнем коронарной недостаточности, делает более весомой гипотезу о защитной функции горчичного масла.

### Эруковая кислота
Исследования действия эруковой кислоты на животных показали, что она может вызывать различные патологические изменения мышцы сердца и других внутренних органов, способствует развитию атеросклероза и тромбоза сосудов. Поэтому высокое содержание этой жирной кислоты в горчичном масле нежелательно, и не должно превышать 5 % Ввиду отрицательного влияния эруковой кислоты на здоровье подопытных животных и её возможного вреда для человека, Евросоюз законодательно ограничил содержание этой кислоты в горчичном масле 5 %, начиная с 1976 года
Влияние эруковой кислоты, полученной из пригодных для пищи масел, на здоровье человека является спорным. Случаев инфаркта миокарда от выработки эруковой кислоты на коронарной ткани сердца у людей отмечено не было

### Противопоказания к употреблению горчичного масла
Наружное применение эфирного горчичного масла может вызывать ожоги и аллергические реакции.

## История

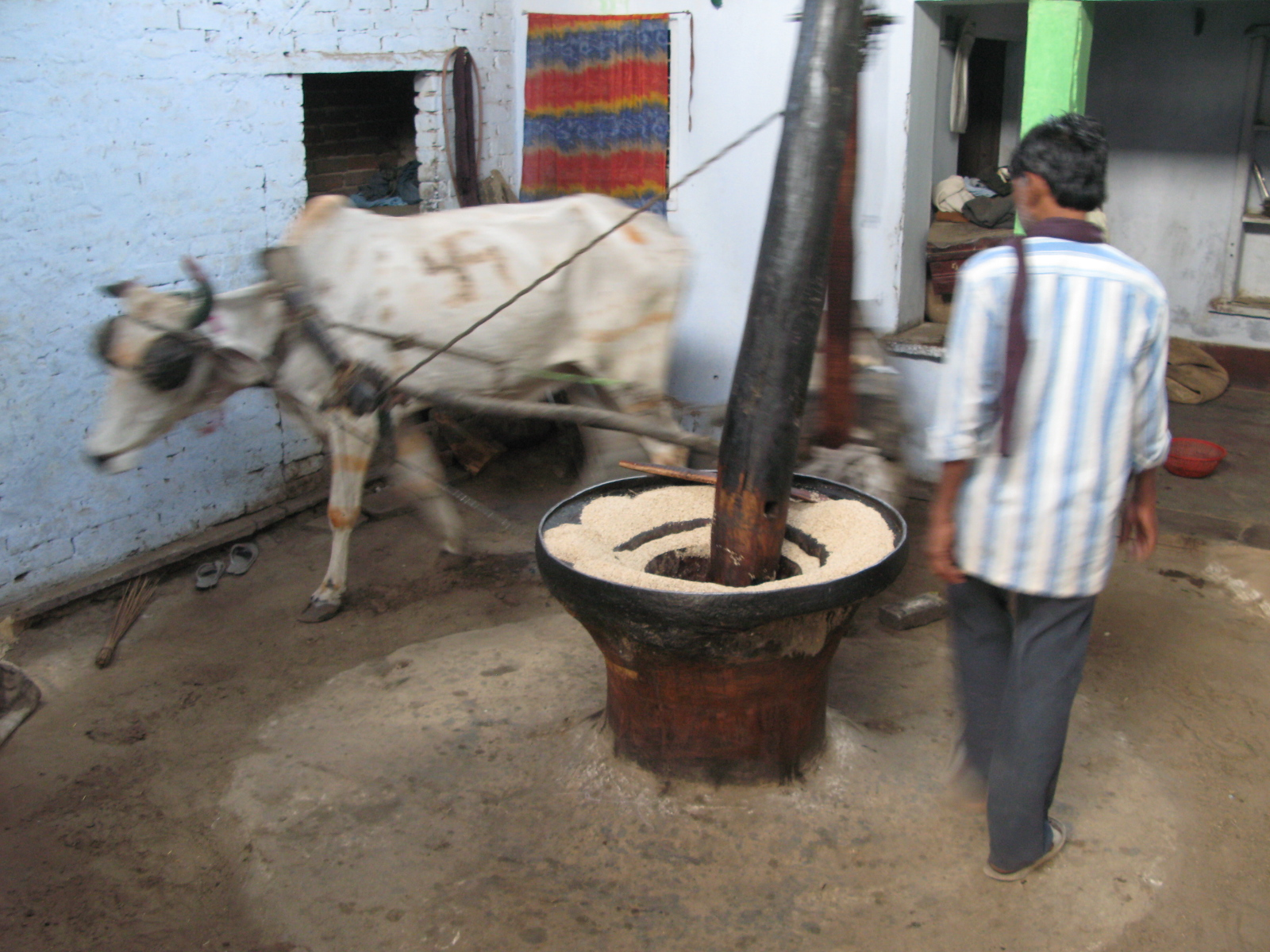
Традиционная мельница для выжимки масла из семян горчицы

Черная горчица культивировалась, по-видимому, ещё в неолите и была известна и использовалась как приправа и лекарственное средство в древней Индии и Вавилонском царстве. В Европе горчица была известна ещё в Древней Греции, Пифагор и Гиппократ описывали её медицинское применение, однако ни в Древней Греции, ни в Древнем Риме она не была популярна, и не получила широкого распространения.
В России первое упоминание о горчице появилось в 1781 году в работе Андрея Болотова «О битье горчичного масла и о полезности оного». Горчичное масло было рекомендовано для растирания при судорогах рук и ног.
В 1765 году по указу Екатерины II на юге Саратовского наместничества Астраханской губернии (сейчас Волгоградская область) было основано поселение Сарепта — колония немецких переселенцев, приглашенных императрицей для сельскохозяйственного освоения волжских степей. Один из жителей этой немецкой колонии — естествоиспытатель и член ВЭО Конрад Нейтц разработал технологию ручной переработки горчицы на порошок и масло и в результате многолетних селекционных экспериментов с дикорастущими местными видами горчицы вывел особый сорт сизой горчицы, отличающейся превосходными вкусовыми качествами. Когда в 1807—1810-х годах спрос на сарептскую горчицу на месте и в столицах резко увеличился, в 1810 году он открыл горчичную фабрику-маслобойню на конной тяге.
Выведенный Конрадом Нейтцем сорт впоследствии получил сохранившееся до наших времен название — «сарептская горчица», а в Европе иногда именуется «русской горчицей».
В первой половине XIX века сарептское горчичное масло и порошок были признаны лучше импортных английской и французской горчицы, посевы горчицы под масло росли, и к 1916 году занимали до 50000 десятин. Долгое время сарептская горчица считалась лучшей в мире.

В России конца XIX века горчичное масло употреблялось во все постные блюда и изготавливалось в домашних условиях, покупное масло по цене находилось между подсолнечным и оливковым.
Сейчас сарептская горчица является четвёртой по важности в России масличной культурой, после подсолнечника, масличного льна и сои.